# Trapezonotus dispar
Trapezonotus dispar är en insektsart. Trapezonotus dispar ingår i släktet Trapezonotus, och familjen fröskinnbaggar. Arten är reproducerande i Sverige.